# Mannön
Mannön is een Zweeds eiland behorend tot de Lule-archipel. Het is een van de grootste eilanden in het zuidelijk gedeelte van de archipel. Het eiland kreeg haar naam waarschijnlijk van ene Manne (Manne is een Zweedse voornaam). Mannön was in het verleden (1810) permanent bewoond, maar de families van toen zijn uitgestorven of vertrokken naar het vasteland. Het verlaten dorpje ligt op de noordpunt van het eiland. Bij het dorpje ligt de baai Nickenviken, genoemd naar Nils P. Tjurfell en diens boerderij ISI Nick; Thurfell was een van de families die in 1810 woonachtig waren op het eiland; familieleden bleven het eiland jaarlijks bezoeken tot 1997 toen de laatste directe afstammeling overleed. In het zuiden is ook nog een oud verlaten vissersdorp aanwezig.